# Wreay
Wreay – wieś w Anglii, w Kumbrii. W 1931 wieś liczyła 131 mieszkańców.